# Pango Aluquém
Pango Aluquém ist ein Landkreis und eine Kleinstadt in Angola. 

## Verwaltung
Pango Aluquém (auch Pango) ist Sitz eines gleichnamigen Kreises (Município) in der Provinz Bengo. Der Kreis hat 2.753 km² und etwa 49.500 Einwohner. Zuvor gehörte Pango Aluquém zur Provinz Cuanza Norte.
Die Nachbarkreise sind, im Uhrzeigersinn im Norden beginnend: Dembos, Bula Atumba, Gonguembo, Golungo Alto, Cambambe und Dande.
Der Kreis besteht aus folgenden Gemeinden (Comunas):
- Cazuangongo
- Pango Aluqém

## Wirtschaft und Infrastrukturen
Im landwirtschaftlich geprägten Kreis wird vornehmlich Subsistenzwirtschaft betrieben, insbesondere Maniok (mandioca), Süßkartoffeln (batata-doce), Mais (milho), Bohnen (feijão) und Erdnüsse (amendoim).
Der vor der Unabhängigkeit Angolas bedeutende Anbau von Kaffee wird hier seit den 2010er Jahren wieder verstärkt betrieben. Er gilt als der bedeutendste Entwicklungsfaktor im Kreis, insbesondere seit der Eröffnung der neuen Asphaltstraße 2010, die den Ort v. a. mit der Provinzhauptstadt Caxito verbindet.
Bereits 2009 waren u. a. das Kreiskrankenhaus, verschiedene Schulgebäude und Anlagen zur Trinkwasserversorgung errichtet worden.